# Josef Odložil
Jozef Odložil (Otrokovice, 11 novembre 1938 – Olomouc, 10 marzo 1993) è stato un mezzofondista cecoslovacco, vincitore di una medaglia d'argento olimpica nei 1500 metri piani.

## Biografia
Esordì a livello internazionale nel 1962 quando partecipò ai campionati europei di Belgrado dove mancò di poco l'accesso alla finale degli 800 metri essendo giunto quinto nella sua semifinale. Nel 1964, dopo aver vinto il suo primo campionato nazionale, partecipò alle Olimpiadi di Tokyo dove, nella finale dei 1500 metri dominata dal neozelandese Peter Snell, riuscì ad avere la meglio su una nutrita concorrenza nello sprint per la medaglia d'argento precedendo di un nonnulla l'altro neozelandese John Davies e il britannico Alan Simpson. Poche settimane dopo stabilì il record del mondo sui 2000 metri.
Sempre gareggiando sui 1500 metri, ai campionati europei del 1966 deluse le attese non qualificandosi per la finale, ma l'anno seguente riuscì a conquistare la medaglia d'argento nell'edizione dei Giochi europei indoor svoltasi nella sua Praga.
A Città del Messico 1968, alla sua seconda partecipazione ai Giochi Olimpici, raggiunse nuovamente la finale dove si piazzò all'ottavo posto. Nel corso della trasferta messicana sposò la connazionale Věra Čáslavská, pluricampionessa olimpica nella ginnastica, dalla quale avrebbe divorziato anni dopo.
Morì tragicamente nel 1993 in seguito ad un alterco avuto con il figlio Martin. Dal 1994 si disputa annualmente a Praga un meeting di atletica leggera intitolato alla sua memoria.

## Palmarès
| Anno | Manifestazione | Sede  | Evento | Risultato | Prestazione | Note |
| ---- | -------------- | ----- | ------ | --------- | ----------- | ---- |
| 1964 | Olimpiadi      | Tokyo | 1500 m | Argento   | 3'39"6      |      |
| 1967 | Europei indoor | Praga | 1500 m | Argento   | 3'49"6      |      |